# سیمون هبراس
سیمون هبراس (انگلیسی: Simon Hébras؛ زادهٔ ۹ مارس ۱۹۸۸) بازیکن فوتبال اهل فرانسه است.